# 魔王様の街づくり!〜最強のダンジョンは近代都市〜
『魔王様の街づくり！ 〜最強のダンジョンは近代都市〜』は、月夜涙によるライトノベルおよび、それを原作とする漫画作品。
ウェブ小説サイト『小説家になろう』にて2016年6月から連載中で、書籍版がGAノベル（SBクリエイティブ）より同年12月から刊行されている。吉川英朗による漫画版がコミックガルド（オーバーラップ）にて2018年3月から連載開始となり、アプリ版となるコミックガルド＋（同社）の提供開始後は最新話がそちらに掲載され、2025年2月に最終話を迎えた。

## あらすじ
魔物の巣食う迷宮を生み出す、魔王の一人として生まれたプロケル。他の魔王とは異質な【創造】の能力を持って生まれた彼は、人間を引き込み襲わせる迷宮ではなく、人と魔物が共存する街作りを目指す。しかしそこに他の魔王や魔王達を生み出した父の思惑が絡んできて……

## 登場人物

### “ダンジョン”アヴァロン
プロケル
【創造】の魔王。作る魔物のほとんどが幼い美少女のためロリ疑惑があるが本人は否定している。
この世界に存在しない(読者視点で現実世界の)銃器や食べ物等を創造出来る能力を持つ。

#### 誓約の魔物
クイナ
種族：天狐 / ランク：S
プロケルの最初の魔物。【獣】【創造】【炎】を掛け合わせて生成された。当初は友人として生み出された。あだ名として天狐と呼ばれていた。
アヴァロン最強の戦士で、物理攻撃もさることながら銃を使った戦闘も得意。天真爛漫な性格でプロケルを「おとーさん」と呼び甘えるが、生まれてすぐに名付けをせがんで誓約の魔物になろうとするなど腹黒い所がある。
ロロノ
種族：エルダー・ドワーフ / ランク：S
プロケルが創造した2人目の魔物。【創造】【人】贋作（イミテート）【土】を合成された。クイナの妹として生成された。あだ名としてはエルダー・ドワーフのエル。
職人気質でプロケルの生み出す銃の改造を得意とする。プロケルの事は「マスター」と呼び、本当はクイナのように甘えたいが普段はその気持ちを押し殺している。
アウラ
種族：エンシェント・エルフ / ランク：S
プロケルが創造した魔物。【創造】【人】贋作（イミテート）【風】を合成された。あだ名としてはエンシェントエルフのルフ。プロケルを「ご主人様」と呼ぶ。
ロリ巨乳で可愛い物好き。能力を活かしたライフルによる狙撃が主な担当。クイナやロロノがプロケルを父と慕うのとは違い、あわよくば恋人狙いという一歩引いた立ち位置にいる。

#### その他
スケルトン軍団
生成するのにメダルを必要としない。お手軽に生成ができる。一方で、プロケルの命令は聞かない。
デューク
種族：亡者→黒死竜ジークヴルム / ランク：B → ランク：S
プロケルが創造した魔物。【人】と【死】贋作（イミテート）を合成した際に【創造】を使用せずに誕生したが、スケルトン軍団を統率する事が出来る高い知性を持つ。プロケルから最後の「誓約の魔物」として打診を受けたが辞退し、その後の戦いで消滅しかけるがランクSモンスターの「黒死竜ジークヴルム」として再誕し、デュークと名付けられる。
スケルトン軍団の「スケさん」とう女性スケルトンと婚約するが、黒死竜となって生理的に無理との理由で振られる。
スケさんに振られた後、ドワーフの少女と結婚し、子供のシーザーを産む。
ストラスの竜であるエンリルと共に【竜】の魔王の魔物の【風】の魔王。を倒して、共に竜帝の能力を大幅に強化する。

### “ダンジョン”【魔獣城】
マルコシアス
【獣】の魔王で、プロケルの保護者。通称マルコ。新人魔王の彼に魔王としてのノウハウを教育する。寿命が近い。
サキュバス
マルコシアスの部下

### その他
ストラス
【風】の魔王。【竜】の魔王の子供のような存在。プライドが高く、最初の夜会でプロケルに戦争を申し込む。プロケルに負けてからは、プロの仲間かつライバルとして行動。
ノロウェ
【粘】の魔王。頭の回転が遅く、他の新人魔王である【鋼】の魔王と【邪】の魔王に利用されてプロケルに戦争を申し込む。
ダンタリアン
【刻】の魔王。時を戻す能力を持つ。
創造主
魔王達を生み出した父。魔王達を星の子と呼び、定期的に夜会を開いて魔王達を集める。

## 用語
魔王
絶望や恐怖などの人々の感情を食らう迷宮（ダンジョン）の主人のこと。
迷宮（ダンジョン）
人間を引き込み魔王の力の糧とするもの。
本来は魔物で来訪者を襲わせ負の感情を得る為の物だが、プロケルは街を創造する事で住民の希望の感情を取り込もうとする。
水晶
迷宮の源で、魔王同士の戦いにおいては、これを制した魔王が勝利者となる。
メダル
新たな魔物を生み出すときに必要になるもので、他の魔王のメダルと組み合わせて強力な魔物を生み出す事が出来る。迷宮成長や攻略で得られるDP(ダンジョンポイント)をつかってメダルを購入したり、またメダルを使わずに魔物を生み出す事も可能だが、その場合生まれる魔物は弱くなる。
夜会
魔王達の創造主たる父の主催で行われる、魔王が一同に介するイベントで、魔王同士のバトルが行われる。
誓約の魔物
魔王配下の魔物のうち最初に名付けた三体のみ特別な権限を与える事が出来る。

## 既刊一覧

### 小説
- 月夜涙（著）『魔王様の街づくり！〜最強のダンジョンは近代都市〜』SBクリエイティブ〈GAノベル〉、既刊8巻（2019年6月15日現在）
  1. 2016年12月15日発売[3]、ISBN 978-4-7973-9000-1
  2. 2017年4月15日発売[4]、ISBN 978-4-7973-9238-8
  3. 2017年9月15日発売[5]、ISBN 978-4-7973-9313-2
  4. 2018年3月15日発売[6]、ISBN 978-4-7973-9502-0
  5. 2018年7月14日発売[7]、ISBN 978-4-7973-9749-9
  6. 2018年10月15日発売[8]、ISBN 978-4-7973-9898-4
  7. 2019年2月15日発売[9]、ISBN 978-4-8156-0085-3
  8. 2019年6月15日発売[10]、ISBN 978-4-8156-0192-8

### 漫画
- 吉川英朗（漫画）・月夜涙（原作）『魔王様の街づくり！〜最強のダンジョンは近代都市〜』オーバーラップ〈ガルドコミックス〉、全12巻
  1. 2018年10月25日発売[11]、ISBN 978-4-86554-410-7
  2. 2019年5月25日発売[12]、ISBN 978-4-86554-502-9
  3. 2019年12月25日発売[13]、ISBN 978-4-86554-595-1
  4. 2020年6月25日発売[14]、ISBN 978-4-86554-690-3
  5. 2021年1月25日発売[15]、ISBN 978-4-86554-836-5
  6. 2021年7月25日発売[16]、ISBN 978-4-86554-969-0
  7. 2022年3月25日発売[17]、ISBN 978-4-8240-0139-9
  8. 2022年9月25日発売[18]、ISBN 978-4-8240-0299-0
  9. 2023年4月25日発売[19]、ISBN 978-4-8240-0480-2
  10. 2023年11月25日発売[20]、ISBN 978-4-8240-0673-8
  11. 2024年6月25日発売[21]、ISBN 978-4-8240-0870-1
  12. 2025年2月25日発売[22]、ISBN 978-4-8240-1099-5